# Pestwurzen
Die Pestwurzen (Petasites) bilden eine Pflanzengattung innerhalb der Familie der Korbblütler (Asteraceae). Die 15 bis 18 Arten sind auf der Nordhalbkugel verbreitet. Einige Arten wie die Gewöhnliche Pestwurz werden als Heilpflanzen verwendet. Der wissenschaftliche Name leitet sich vom griechischen Wort πέτασος (pétasos) ab, das schirmförmiges Laubblatt bedeutet.

## Beschreibung

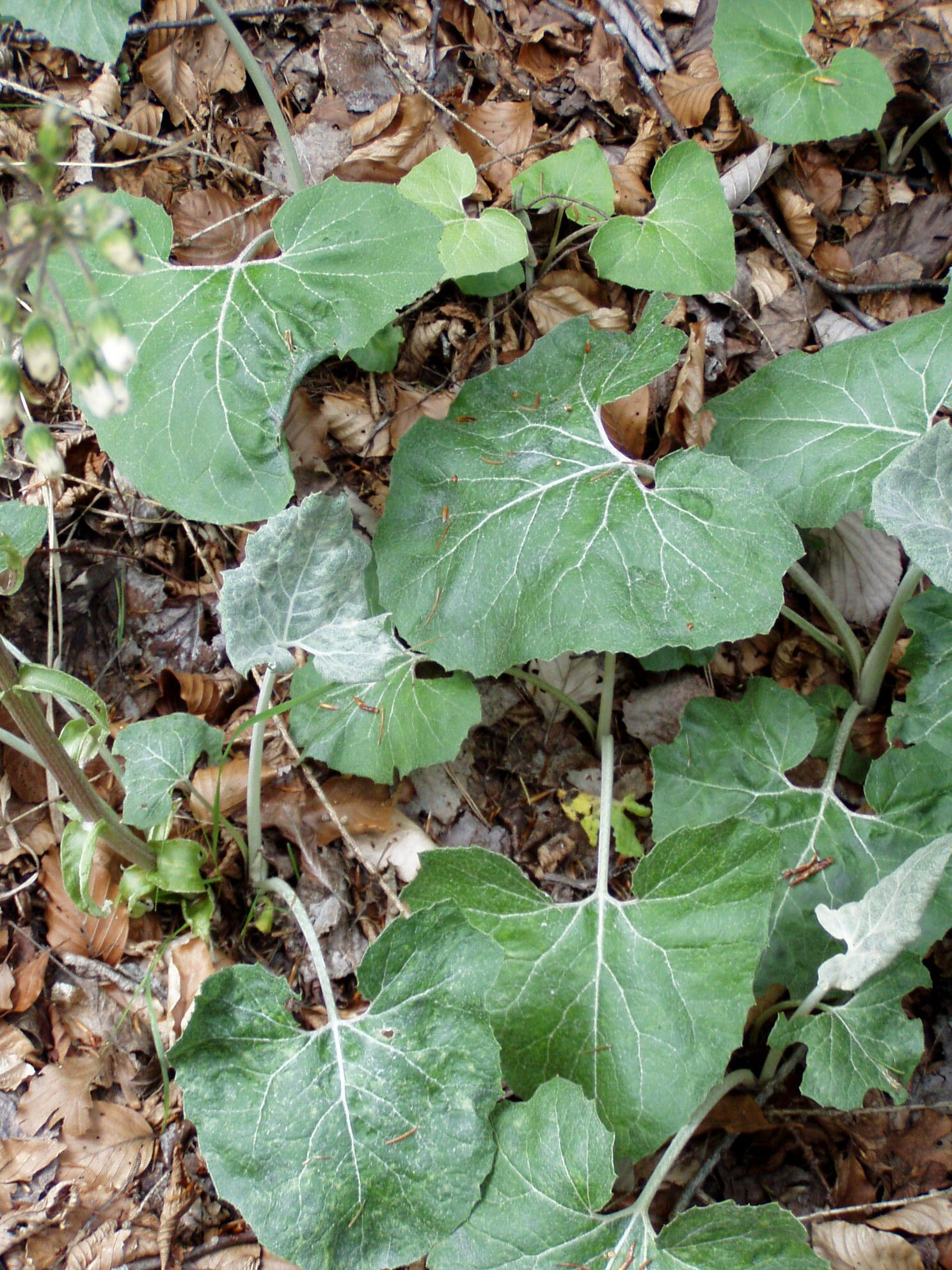
Laubblätter der Alpen-Pestwurz (Petasites paradoxus)

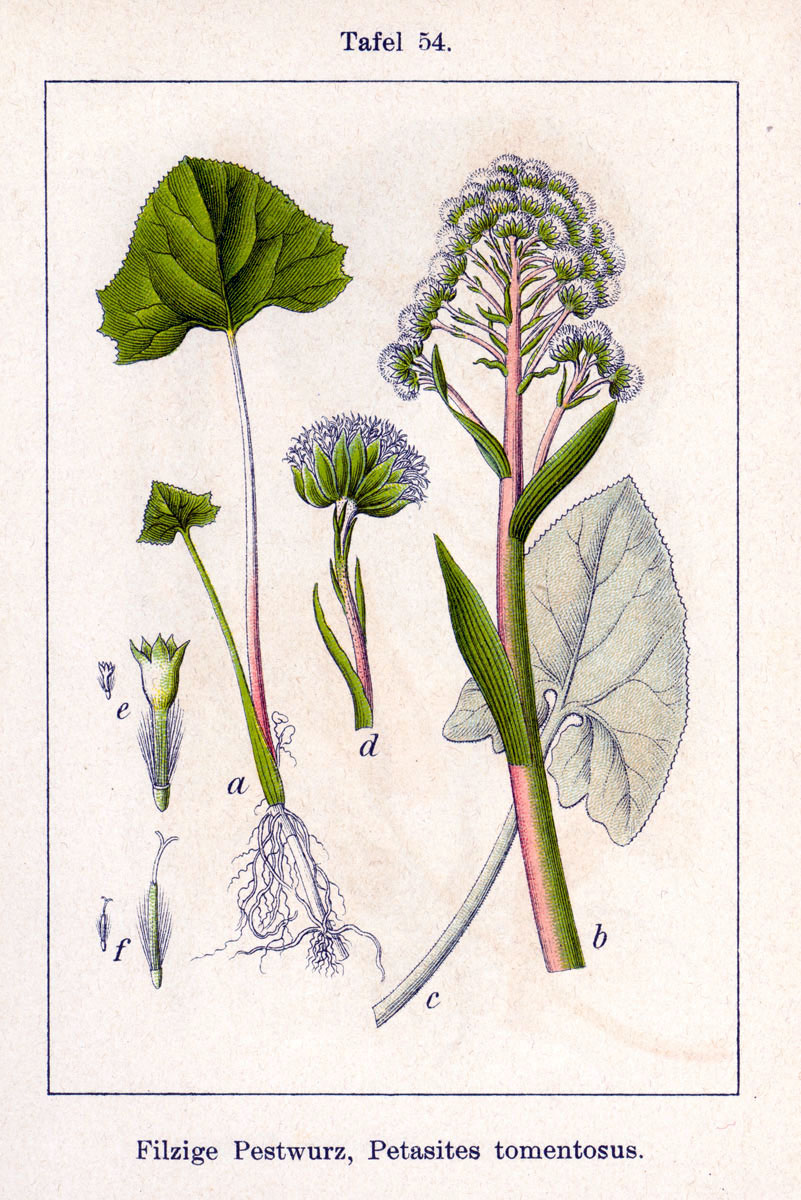
Illustration der Filzigen Pestwurz (Petasites spurius) aus Sturm

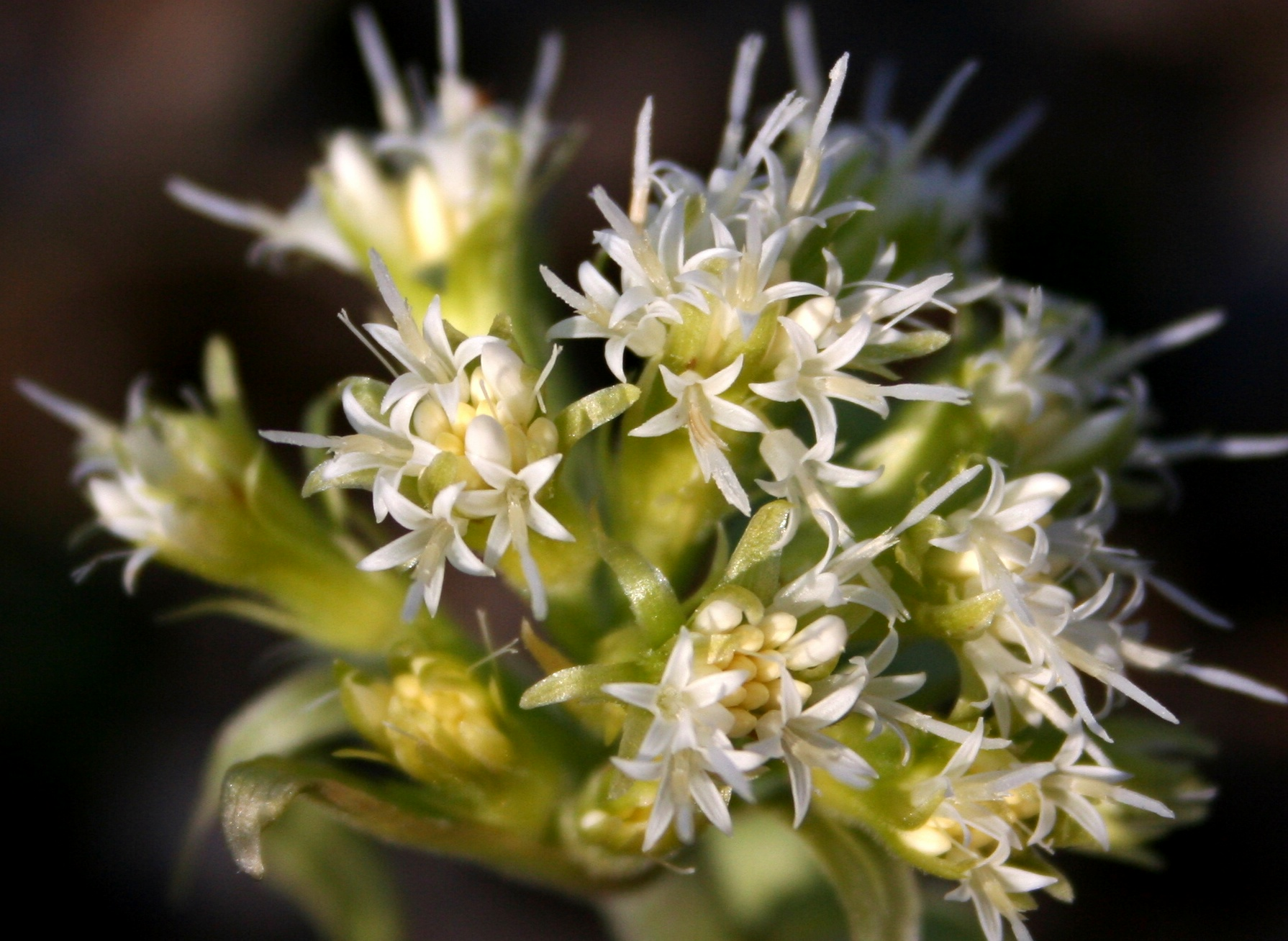
Ausschnitt eines Blütenstandes der Weißen Pestwurz (Petasites albus) mit gut erkennbaren fünf weißen Kronzipfeln der Röhrenblüten einer weiblichen Pflanze

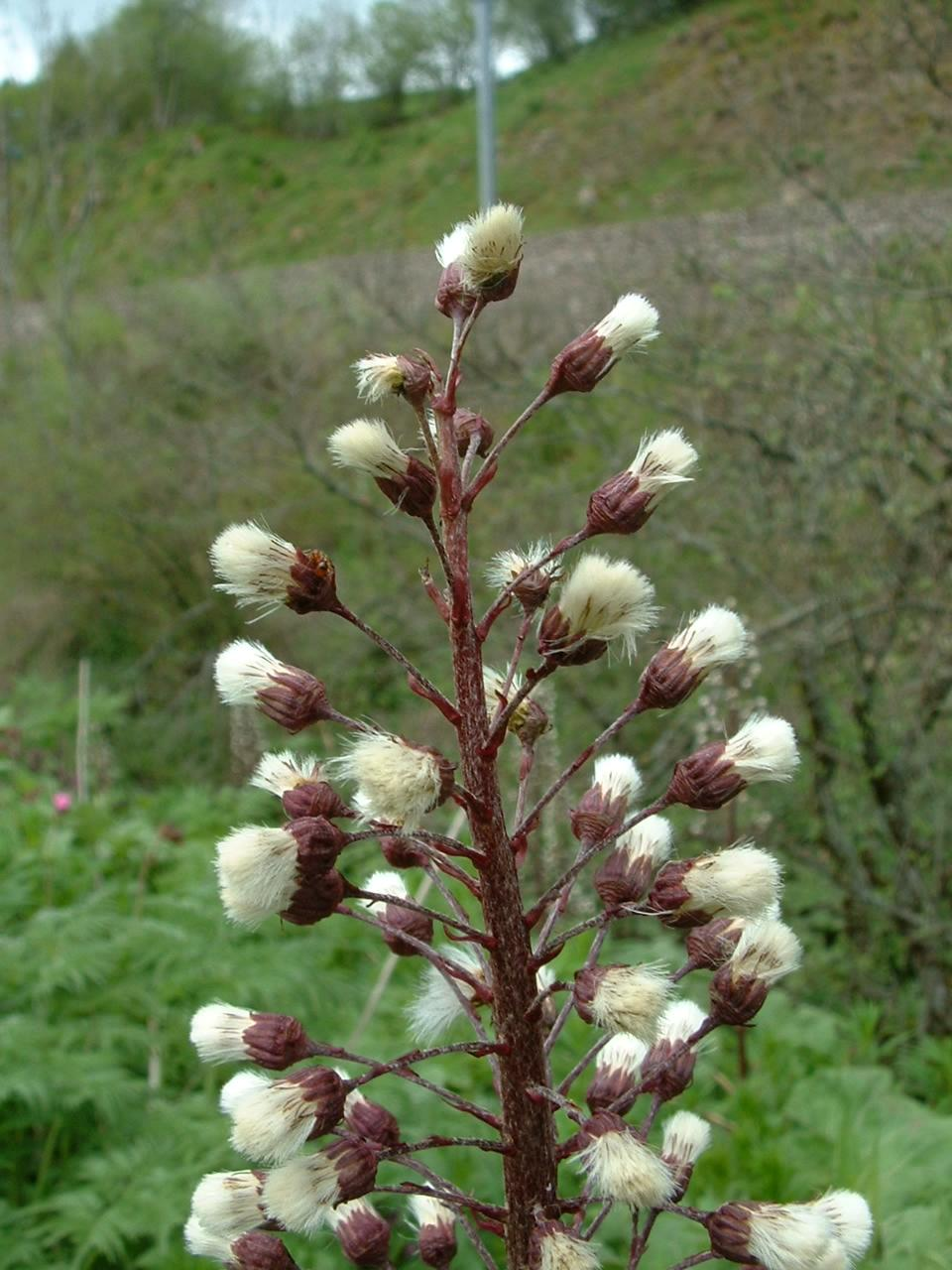
Fruchtstand der Gewöhnlichen Pestwurz (Petasites hybridus)

### Vegetative Merkmale
Bei den Pestwurz-Arten handelt es sich um meist sommergrüne, ausdauernde, krautige Pflanzen, die je nach Art Wuchshöhen von meist 10 bis 25, selten bis zu 120 Zentimetern erreichen. Sie bilden Rhizome als Überdauerungsorgane. Die aufrechten Stängel sind nicht verzweigt. Die Stängel der männlichen Pflanzen verwelken bald. Die Stängel der weiblichen Pflanzen verlängern sich nach der Blütezeit bis zur Samenreife.
Die grundständigen, relativ großen Laubblätter erscheinen meist nach den Blütenständen und sind in Blattstiel und Blattspreite gegliedert. Die Blattspreiten sind bei einigen Arten bei einer Breite von bis 30 bis zu 60, selten bis zu 100 Zentimeter breit und die breitesten der mitteleuropäischen Flora. Der Blattrand ist glatt, gelappt oder gezähnt. Die Oberseite der Blattspreite kann kahl bis etwas wollig behaart sein; die Unterseite ist wollig behaart. Die wechselständig verteilten Stängelblätter sind hochblattartig (Schuppenblätter; es sind im Grunde vergrößerte Blattstiele, die manchmal am Ende Spreiten besitzen).

### Generative Merkmale
Pestwurz-Arten sind zweihäusig oder einhäusig (Subdiözie). In schirmtraubigen, traubigen oder rispigen Gesamtblütenständen sind oft viele körbchenförmige Teilblütenstände zusammengefasst; selten stehen die Blütenkörbchen einzeln. Die kreis- bis diskusförmigen Blütenkörbchen enthalten oft nur Röhrenblüten. Zungenblüten können vorkommen, sie können steril und ohne Zungen sein. Die Körbchenhülle ist mit einem Durchmesser von 6 bis über 15 Millimetern verkehrt-konisch bis kreiselförmig und vergrößert sich bis zur Fruchtreife. Die meist 12 bis 15 haltbaren Hüllblätter stehen in selten einer, meist zwei Reihen und sind oft purpurfarben, aufrecht, frei oder verwachsen, schmal-länglich bis lineal (ein- bis fünfnervig), fast gleich mit mehr oder weniger trockenhäutigen Rändern. Die Korbböden sind flach bis konvex und feingrubig. Es sind keine Spreublätter vorhanden. Es kann ein Außenkelch vorkommen.
Die Blüten sind eingeschlechtig oder zwittrig. Die männlichen Blütenkörbchen sind meist kreisförmig und besitzen außen 1 bis 20, selten bis zu 70 ursprünglich weibliche, aber sterile oder neutrale Blüten und innen 11 bis 78 Blüten die meist funktional männlich, selten zwittrig und fertil sind. Die weiblichen Blütenkörbchen sind auch meist kreisförmig und besitzen außen selten 1 bis, meist 30 bis über 130 Blüten, die rein weiblich und fertil sind, und innen 1 bis 12 funktional männliche oder zwittrige Blüten.
Die fünf weißlichen oder rosafarbenen, selten gelben Kronblätter sind zu einer dünnen Röhre verwachsen, die in linealen bis länglichen Kronzipfeln endet. Die linealischen bis gekeulten Griffel sind nicht oder in zwei Griffeläste geteilt, die kurz-konisch und papillös, manchmal lanzettlich bis länglich und mehr oder weniger kurz-steifhaarig sind.
Es werden schmal-zylindrische, schwach spindelförmige bis mehr oder weniger prismatische Achänen gebildet, die fünf- oder zehnrippig und meist kahl, selten zottig behaart sind. Der leicht abfallende oder fragile Pappus besteht aus 60 bis über 100 weißen, glatten oder bärtigen Borsten, die sich bis zur Fruchtreife vergrößern.
Die Chromosomengrundzahl beträgt x = 30.

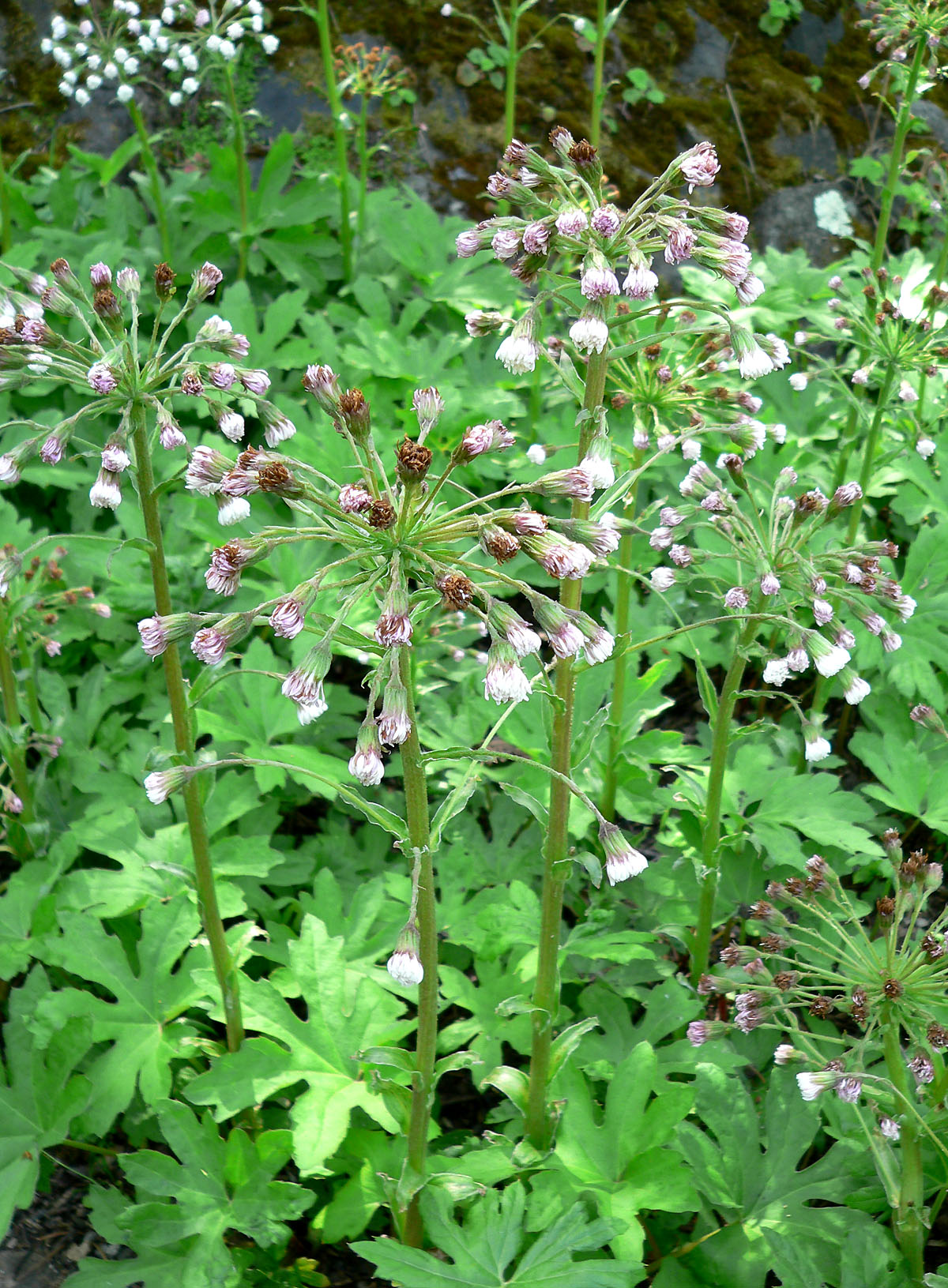
Fruchtstände von Petasites frigidus var. palmatus

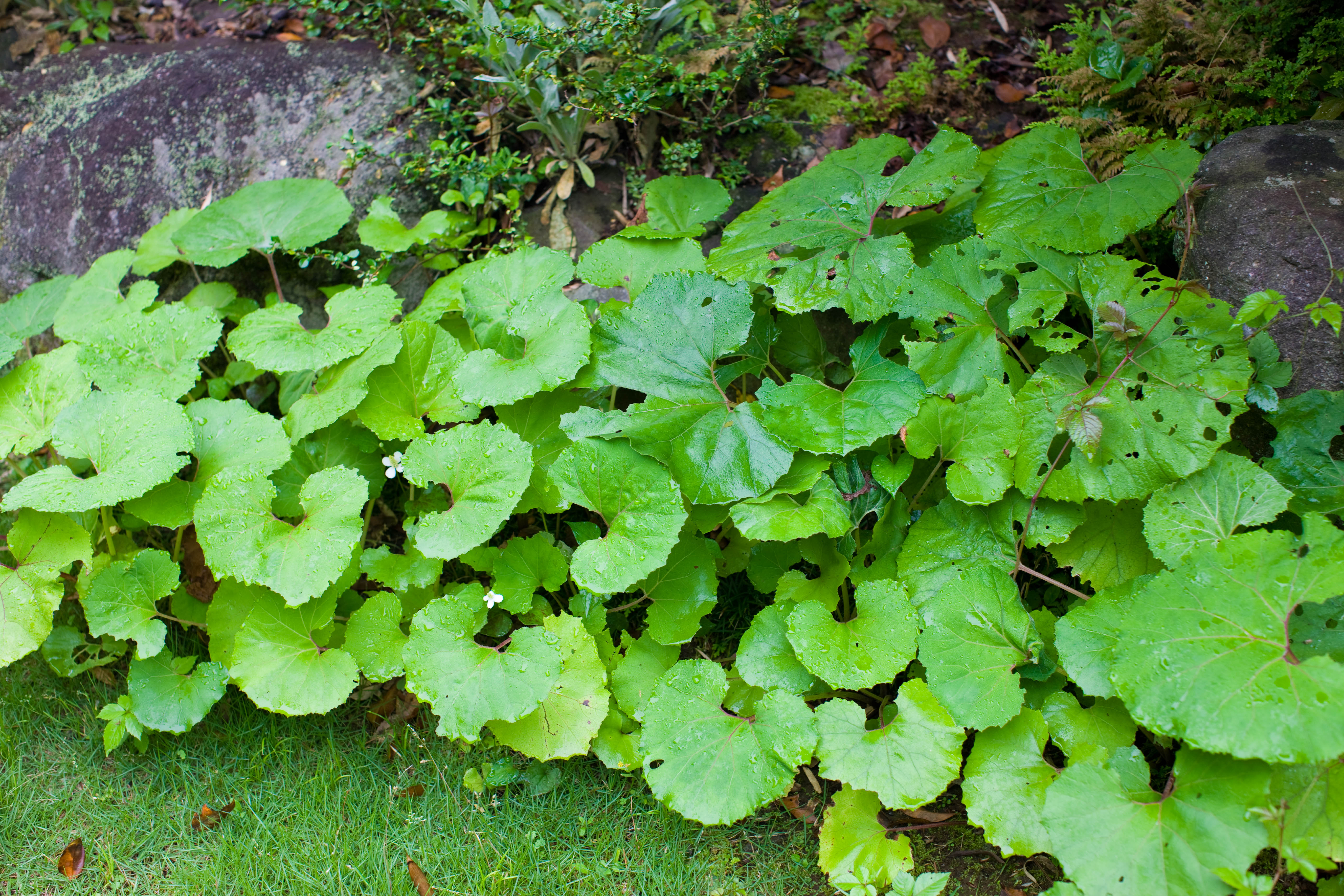
Laubblätter der Asiatischen Pestwurz (Petasites japonicus)

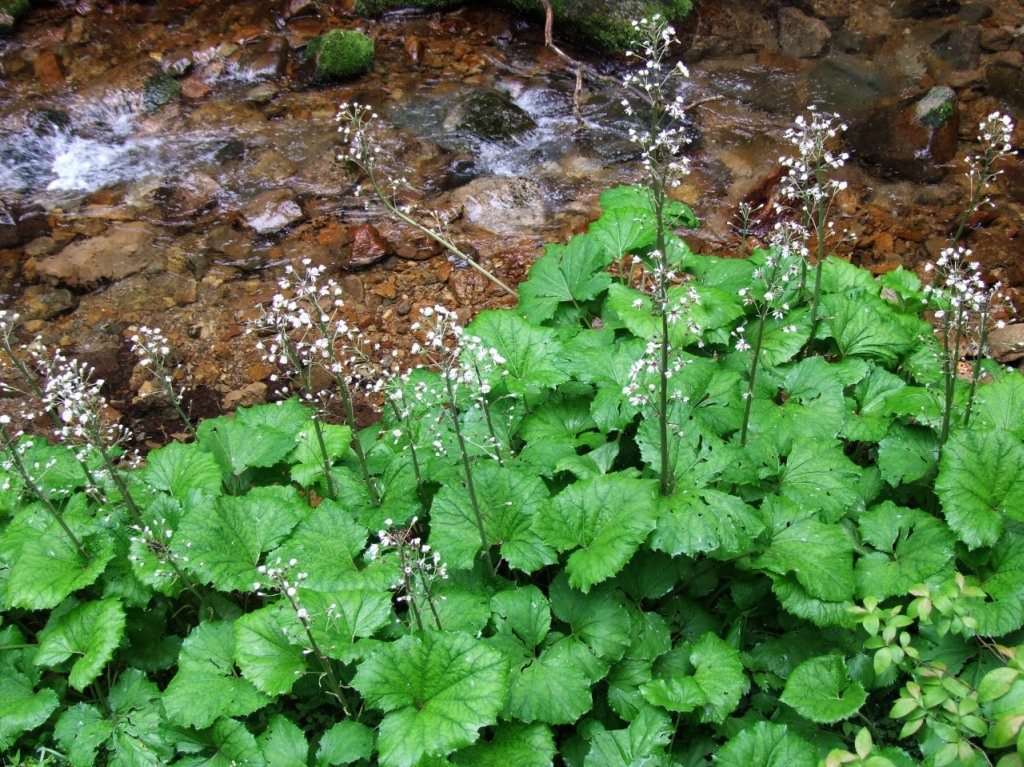
Karpaten-Pestwurz (Petasites kablikianus)

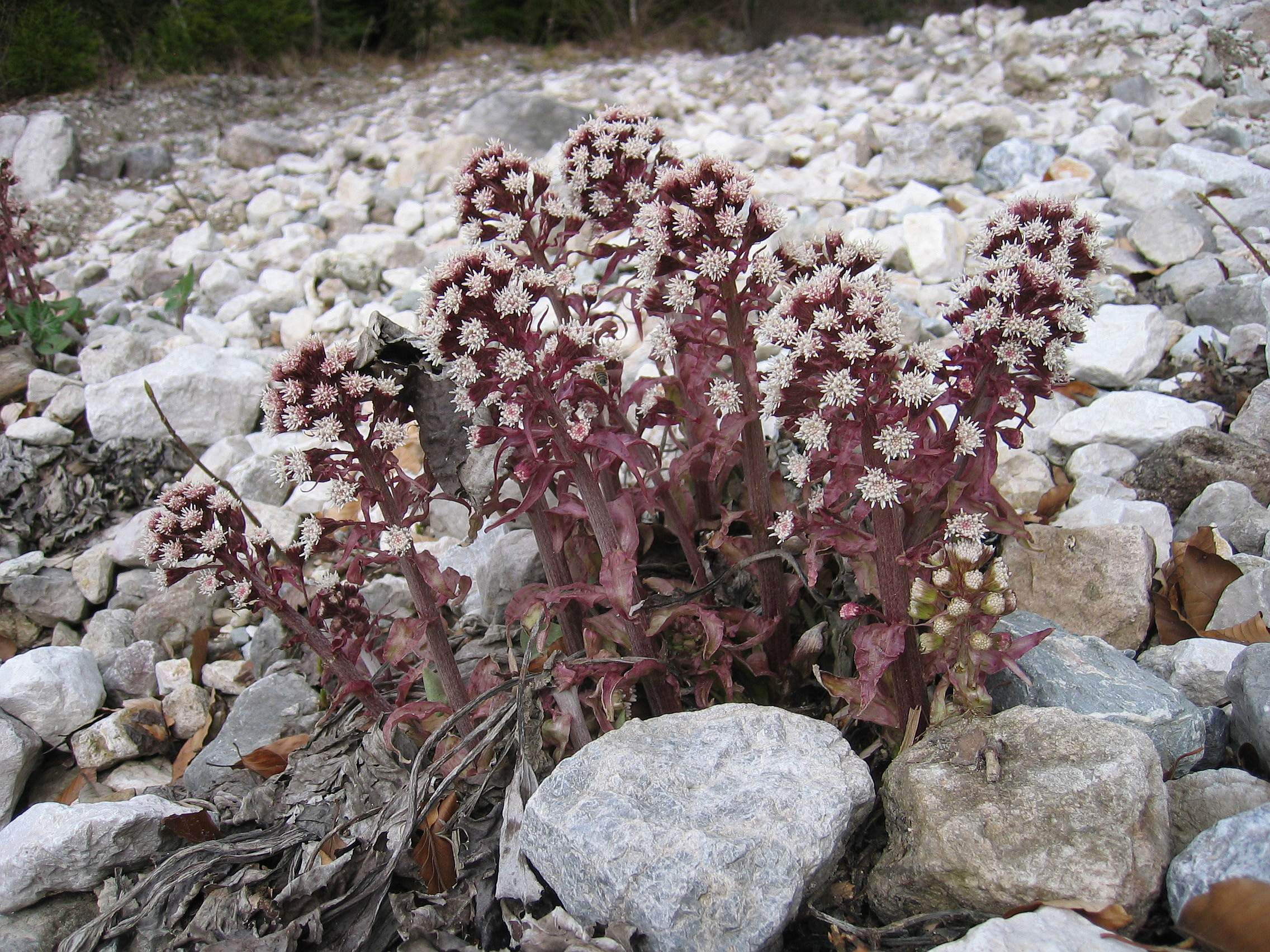
Blütenstände der Alpen-Pestwurz (Petasites paradoxus)

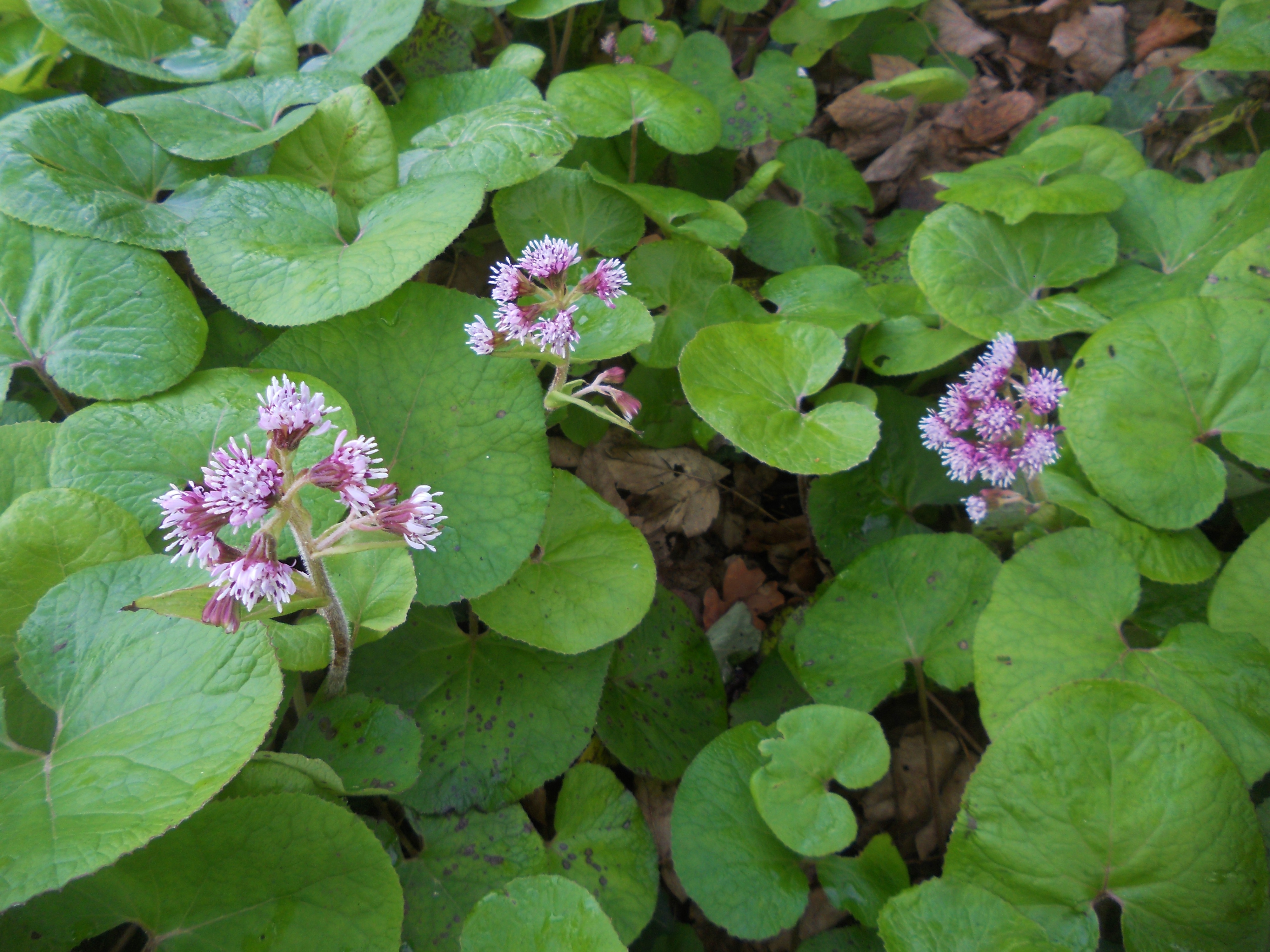
Duftende Pestwurz (Petasites pyrenaicus)

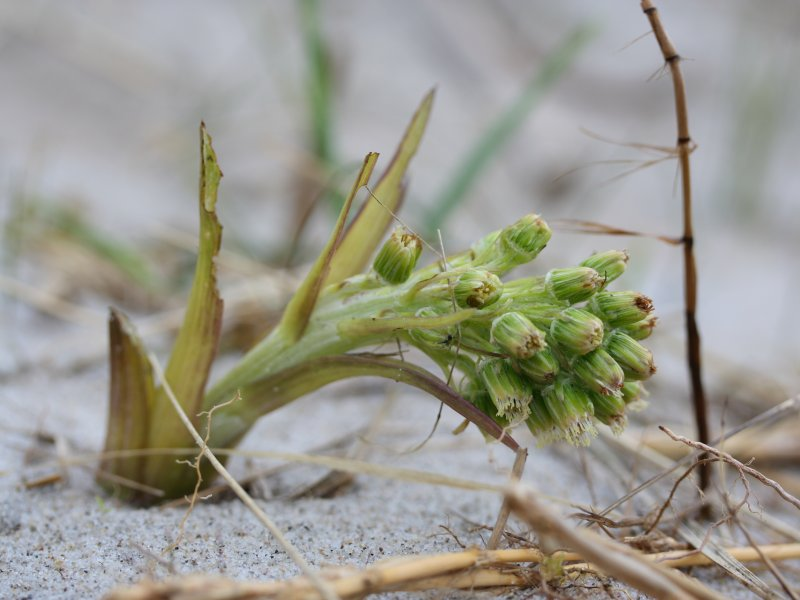
Der Blütenstand der Filzigen Pestwurz (Petasites spurius)

## Systematik und Verbreitung
Die Gattung Petasites wurde durch Philip Miller aufgestellt. Ein Synonym für Petasites Mill. ist Nardosmia Cass. Die Gattung Petasites gehört zur Tribus Senecioneae in der Unterfamilie Asteroideae innerhalb der Familie der Asteraceae.
Die Gesamtverbreitung auf der Nordhalbkugel umfasst das boreale Nordamerika, südwärts bis in die westlichen Kordilleren und Eurasien.
Die bisher mehreren nordamerikanischen Arten werden manchmal zu einer Art Petasites frigidus zusammengefasst mit einigen Varietäten.
Es gibt etwa 15 bis 18 Pestwurz-Arten (Petasites):
- Weiße Pestwurz (Petasites albus (L.) Gaertn.)[3]
- Petasites anapetrovianus Kit Tan & al.: Sie kommt nur in Griechenland vor.[3]
- Petasites doerfleri Hayek: Sie kommt nur in Albanien, in Bosnien-Herzegowina und in Montenegro vor.[3]
- Petasites fominii Bordz.: Sie kommt in Transkaukasien, Georgien und Russland vor.[3]
- Petasites formosanus Kitam.: Sie gedeiht in Höhenlagen zwischen 1500 und 2500 Metern nur in Taiwan.[4][5]
- Petasites frigidus (L.) Fr. (Syn.: Petasites alaskanus Rydb., Petasites arcticus A.E.Porsild, Petasites corymbosus (R.Br.) Rydb., Petasites dentatus Blankinship, Petasites gracilis Britton, Petasites hyperboreus Rydb., Petasites nivalis Greene, Petasites palmatus (Ait.) A.Gray, Petasites sagittatus (Pursh) A.Gray, Petasites speciosus (Nuttall) Piper, Petasites trigonophyllus Greene, Petasites warrenii H.St.John, Petasites vitifolius Greene): Sie kommt in Norwegen, Schweden, Finnland, Russland, Sibirien, in Kanada und in den Vereinigten Staaten vor.[3]
- Petasites glacialis (Ledeb.) Polunin (Syn.: Endocellion glaciale (Ledeb.) Toman)
- Petasites gmelinii (Turz. ex DC.) Polunin: Sie wurde aus Sibirien und aus Russlands Fernem Osten erstbeschrieben.
- Gewöhnliche Pestwurz (Petasites hybridus (L.) G.Gaertn. et al., Syn.: Petasites officinalis Moench)[3]
- Asiatische Pestwurz (Petasites japonicus (Sieb. & Zucc.) Maxim.): Sie ist in China, Japan, Korea und in Russlands Fernem Osten weitverbreitet. Sie wird als Heilpflanze verwendet.[5] Es gibt zwei Unterarten:
  - Petasites japonicus subsp. giganteus (F.Schmidt ex Trautv.) Kitam. (Syn.: Petasites amplus Kitam.)
  - Petasites japonicus (Sieb. & Zucc.) Maxim. subsp. japonicus
- Karpaten-Pestwurz (Petasites kablikianus Tausch ex Bercht.): Sie kommt in Südost- und Osteuropa sowie in der Türkei vor.[3]
- Alpen-Pestwurz (Petasites paradoxus (Retz.) Baumg.)[3]
- Duftende Pestwurz (Petasites pyrenaicus (L.) G.López, Syn.: Petasites fragrans (Vill.) C.Presl): Sie kommt im nördlichen Algerien, Tunesien und Italien, Sardinien sowie Sizilien vor.[3] Sie ist in West- und Mitteleuropa ein Neophyt.[2]
- Petasites radiatus (J.F.Gmel.) J.Toman: Sie ist in Russland verbreitet.[3]
- Petasites rubellus (J.F.Gmel.) J.Toman: Sie ist in Korea, in der Mongolei, in Russland von Sibirien bis zum Fernen Osten und in den chinesischen Provinzen Jilin sowie Liaoning verbreitet (in China gedeiht sie in Höhenlagen von 1800 bis 2800 Metern).[5]
- Petasites sibiricus (J.F.Gmel.) Dingwall: Sie kommt im nördlichen Russland vor.[3]
- Filzige Pestwurz (Petasites spurius (Retz.) Rchb.): Sie ist in Mittel-, Nord- und Osteuropa verbreitet.[3]
- Petasites tatewakianus Kitam.: Sie kommt in der chinesischen Provinz Heilongjiang und in Russlands Fernem Osten und auf Sachalin vor.[6][5]
- Petasites tricholobus Franch.: Sie ist in Indien, Bhutan, Nepal, Vietnam und China verbreitet (in China gedeiht sie in Höhenlagen zwischen 700 und 4300 Metern).[7] Sie wird als Heilpflanze verwendet.[5]
- Petasites versipilus Handel-Mazzetti: Sie gedeiht in Höhenlagen von 2700 bis 3800 Metern in den chinesischen Provinzen nordwestliches Yunnan und südwestliches Sichuan.[5]

## Verwendung und Inhaltsstoffe
Archäologische Funde im ältesten Salzbergwerk der Welt, dem sogenannten Salzberg bei Hallstatt, haben belegt, dass die Blätter vermutlich einer Pestwurz-Art in der Bronzezeit auch als Toilettenpapier verwendet wurden. Heute noch gibt es in Bayern die volkstümliche Bezeichnung Arschwurz für diese Pflanzenart.
Die in manchen Petasites-Arten enthaltenen Petasine (Sesquiterpenester vom Eremophilan-Typ) sollen spasmolytisch wirken. Die Gewöhnliche Pestwurz (Petasites hybridus) wird wegen ihrer spasmolytisch und antiallergisch wirksamen Inhaltsstoffe arzneilich verwendet.
Zwei relativ großblättrige Petasites-Arten werden in Gebieten mit gemäßigtem Klima als Zierpflanzen verwendet: Die europäische Gewöhnliche Pestwurz (Petasites hybridus) und die asiatische Asiatische Pestwurz (Petasites japonicus). Sie sind gelegentlich Gartenflüchtlinge, verwildern also; beispielsweise sind etablierte Bestände in Michigan vorhanden.

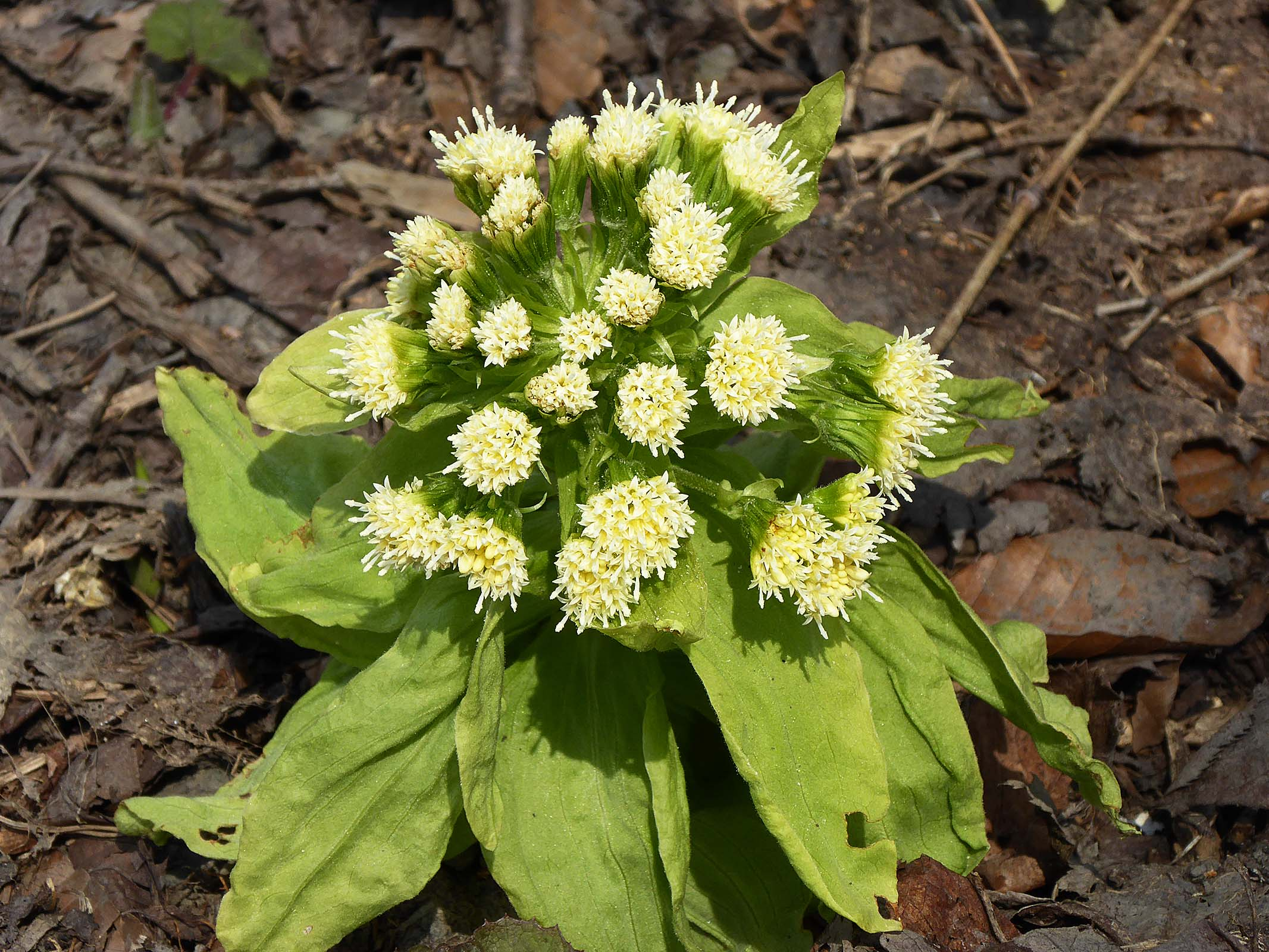
Habitus und Blütenstand der Asiatischen Pestwurz (Petasites japonicus)

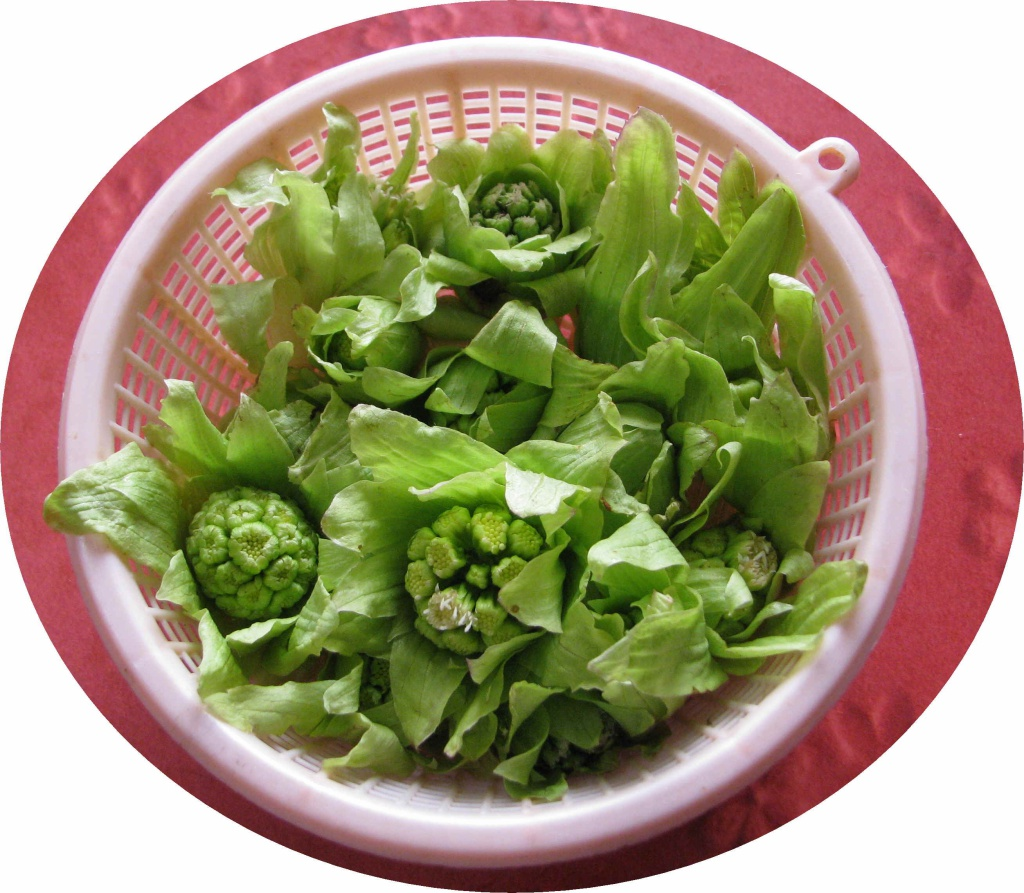
Geerntete junge Pflanzenteile der Asiatischen Pestwurz (Petasites japonicus)

Die Asiatische Pestwurz wird in Japan und Korea als Gemüse zubereitet. In Japan werden zu Beginn der Frühlingszeit im April junge Pflanzenteile der Asiatischen Pestwurz gesammelt, die gerade aus dem Erdreich stoßen. Sie werden als Tempura frittiert und verzehrt. Sie sind leicht bitter im Geschmack und heißen auf Japanisch „fuki no tō“ (蕗の薹).